# Henryk Gawroński

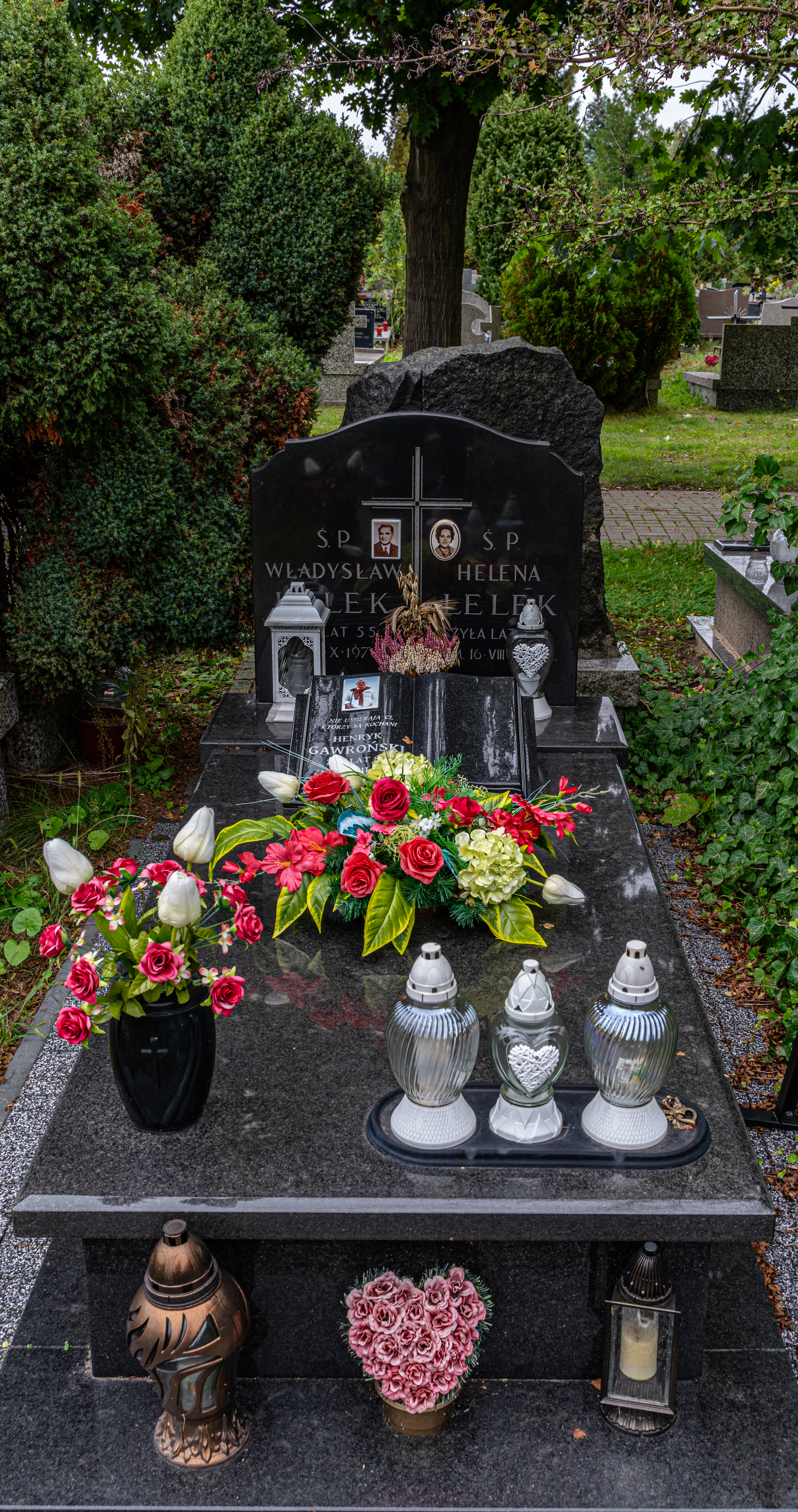
Grób Henryka Gawrońskiego na cmentarzu komunalnym Północnym w Warszawie

Henryk Gawroński (ur. 9 lipca 1933 w Wąwolnicy, zm. 17 lipca 2019 w Warszawie) – polski ekonomista i polityk, minister przemysłu maszynowego (1980–1981).

## Życiorys
Syn Władysława i Stanisławy. W 1960 roku ukończył studia w Szkole Głównej Planowania i Statystyki w Warszawie, w latach 1970–1976 dyrektor Kombinatu Techniki Świetlnej „Polam” w Warszawie.
Należał do Związku Młodzieży Polskiej i Związku Młodzieży Socjalistycznej, w 1952 roku został członkiem Polskiej Zjednoczonej Partii Robotniczej. W 1960 roku został pracownikiem komitetu warszawskiego partii, był zastępcą kierownika i kierownikiem wydziału przemysłu komitetu (1962–1970). W komitecie warszawskim był również członkiem (1967–1973), członkiem egzekutywy (1977–1980) i sekretarzem (1979–1980). Ponadto pełnił funkcję sekretarza komitetu dzielnicowego Warszawa-Wola w latach 1977–1979.
W okresie 1976–1977 dyrektor zespołu Metodyki Planowania i Systemu Funkcjonowania Gospodarki w Komisji Planowania przy Radzie Ministrów. Od 24 sierpnia 1980 do 3 lipca 1981 był ministrem przemysłu maszynowego w rządzie Józefa Pińkowskiego i Wojciecha Jaruzelskiego.
Odznaczony m.in. Krzyżem Komandorskim i Oficerskim Orderu Odrodzenia Polski.
Pochowany na cmentarzu komunalnym Północnym w Warszawie (kwatera W-VII-3,rząd 2, grób 10).